# Рока деле Доне (Алесандрија)
Рока деле Доне је насеље у Италији у округу Алесандрија, региону Пијемонт.
Према процени из 2011. у насељу је живело 52 становника. Насеље се налази на надморској висини од 255 м.